# Sciecq
Sciecq este o comună în departamentul Deux-Sèvres, Franța. În 2009 avea o populație de 574 de locuitori. 